# Nina Ștanski

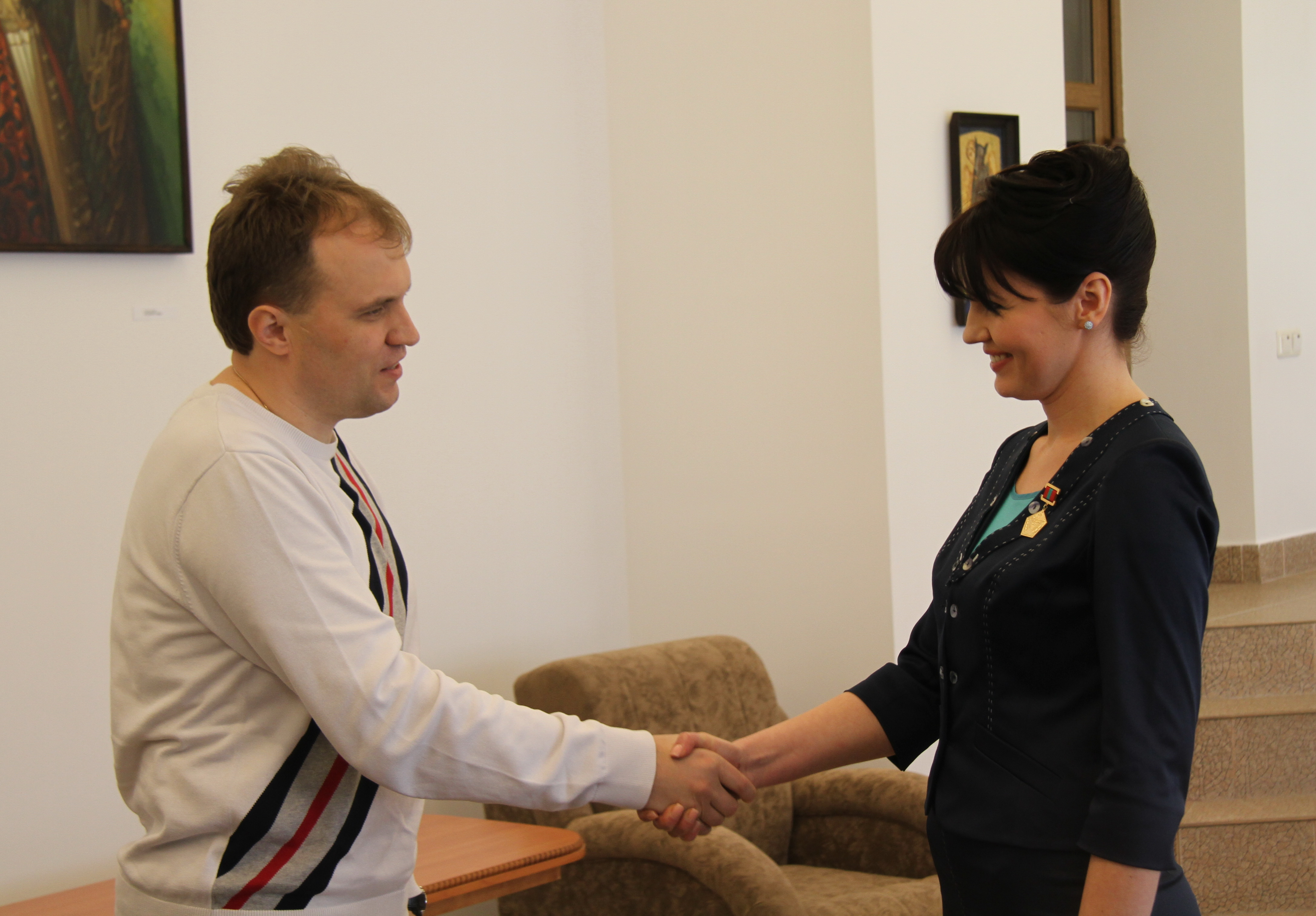
Președintele autoproclamatei RMN, Evgheni Șevciuk, îi conferă Ninei Ștanski medalia «Colaborator emerit al serviciului diplomatic al Republicii Moldovenești Nistrene»

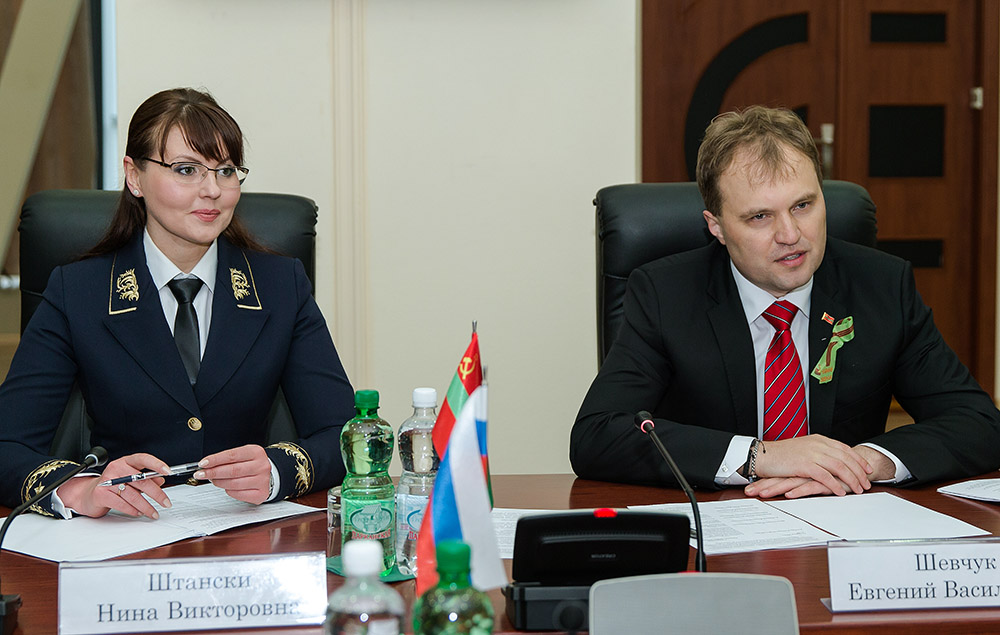
Nina Ștanski și Evgheni Șevciuk

Nina Ștanski (în rusă Нина Викторовна Штански; n. 10 aprilie 1977, Tiraspol, RSS Moldovenească, URSS) este o politiciană din auto-proclamata Republica Moldovenească Nistreană. Îndeplinește funcțiile de viceprim-ministru al Republicii Moldovenești Nistrene pentru Cooperare Internațională și Ministru al Afacerilor Externe al Republicii Moldovenești Nistrene (din 24 ianuarie 2012). Membru emerit al serviciului diplomatic al Republicii Moldovenești Nistrene (2012). Deține rangul de Ambasador Extraordinar și Plenipotențiar.

## Biografie
S-a născut pe 10 aprilie 1977 în orașul Tiraspol, RSS Moldovenească. A absolvit Facultatea de Drept a Universității de Stat din Transnistria „T. Shevchenko”..
La 24 decembrie 2012 a susținut teza pentru gradul de Candidat de Științe Politice cu tema "Problemele conflictului din Transnistria / Republica Moldova: aspecte internaționale" (Supervizor - Prof. M. Lebedev, profesor asociat Veselovskii SS).
Din 2002 până în 2009 a lucrat la Consiliul Suprem al Republicii Moldovenești Nistrene.
Conduce personalul de specialitate al Sovietului Suprem al RMN, Asistent al președintelui Consiliului Suprem, Consilier politic al președintelui Consiliului Suprem.
Din 2009 până în anul 2011 a fost implicată în activități sociale și educaționale, a fost consilier al lui Evgheni Șevciuk - la acea vreme deputat al Sovietului Suprem al Transnistriei și președinte al mișcării sociale "Renașterea". Ea a predat la Institutul de Istorie, Stat și Drept al Universității de Stat din Transnistria „T. Șevchenko” din Tiraspol. La 30 decembrie 2011, după învestirea lui Evgheni Șevciuk ca președinte al RMN, Nina Ștanski a fost numită reprezentant special al președintelui RMN în procesul de negociere, interacțiune cu misiunile diplomatice și organizațiilor internaționale.
Pe 24 ianuarie 2012 a fost numită în funcția de ministru al Afacerilor Externe al Republici Moldovenești Nistrene.
La 1 februarie 2012, prin Decretul Președintelui RMN, a primit atribuțiile de reprezentant special al președintelui RMN în procesul de negociere și interacțiune cu misiunile diplomatice și organizațiilor internaționale.
Pe 6 noiembrie 2012, prin Decretul Președintelui Transnistriei Evgheni Șevciuk, a fost numită în funcția de viceprim-ministru al RMN pentru cooperare internațională, menținând în același timp poziția actuală de ministru al Afacerilor Externe al RMN.
Este membru al Consiliului de Securitate pe lîngă Președintele Republicii Moldovenești Nistrene.
Are rang diplomatic de Ambasador Extraordinar și Plenipotențiar din 26 ianuarie 2012.

## Viața personală
Are o fiică pe nume Ana.
Pe 31 august 2015, în cadrul unei conferințe dedicată celei de-a 25-a aniversări de la formarea Republicii Nistrene, Evgheni Șevciuk a anunțat că se căsătorește cu Nina Ștanski și a declarat că aceasta în scurt timp „își va încheia exercitarea mandatului de șef al departamentului de externe și va prelua atribuțiile de soție”. Pe 18 septembrie cei doi s-au cununat într-o biserică din regiunea trasnistreană.

## Premii și distincții
- Medalia "Pentru muncă deosebită"
- Colobarator emerit al serviciul diplomatic al Republicii Moldovenești Nistrene (2012)[12]
- Laureat al concursului de stat al Republicii Moldovenești Nistrene "Omul Anului 2012" în categoria "Om de Stat"[13]
- Medalia jubiliară «25 de ani ai Republicii Moldovenești Nistrene»[14]
- Medalia de Ministerul Afacerilor Externe al Republicii Abhazia "Pentru Merit" (2013)[15]
- Ordinul Prieteniei (Osetia de Sud) (2013)[16]

Distincții de partid
- Medalia «70 de ani de la Victoria în Marele Război pentru Apărarea Patriei» (СКП-КПСС, 2015)[17]